# TVP3 Kraków
TVP3 Kraków — польський регіональний телеканал, регіональна філія суспільного мовника «TVP» з центром мовлення у Кракові.
Місцеві студії телеканалу є в Тарнові, Закопаному, Новому Сончі та Освенцимі. До 2005 року працювала філія в Кельцях.

## Історія
- 4 квітня 1961 року відкрито краківське відділення TVP та запущено канал «Telewizja Kraków».
- 16 вересня 1966 року розпочато випуск новинної програми «Kronika».
- 1968 року на горі Кжемьонки запущено телецентр.
- 1991 року відкрито знімальний павільйон та нову студію телеканалу.
- 31 грудня 1993 року розпочато мовлення власної локальної програми[2].
- 5 вересня 1994 року центр регіональний центр TVP у Кракові разом з десятьма іншими центрами почав створювати спільну групу загальнодержавну рупу[3].
- 3 березня 2002 року приєднався до загальнодержавної регіональної телемережі — TVP3.
- 3 січня 2005 року запущено «TVP Kielce», який розпочав мовлення на Свентокшиське воєводство.
- 20 вересня 2008 року відкрито нова новинна редакція «TVP Kraków».
- 11 жовтня 2008 року запущено новий передавач на каналі 42 телецентру в Мисловицях.
- 5 травня 2009 року розпочала роботу регіональна редакція в Освенцимі.
- 11 жовтня 2011 року запущено трансляцію телеканалу на мультиплексі MUX3 телецентру в Метнюві.
- 22 квітня 2013 року запущено телевізійну програму «TVP Kraków» на мультиплексі MUX1 телецентру в Чорноріках, завдяки чому було охоплено частину Підкарпатського воєводства.
- 1 вересня 2013 року запущено окремий телеканал «TVP Kraków» на «TVP Regionalna».
- 2 січня 2016 року «TVP Krakow» перейменовано на «TVP3 Krakow» у зв'язку зі зміною назви «TVP Regionalna» на «TVP3».